# Ancistrocerus andreinii
Ancistrocerus andreinii är en stekelart som beskrevs av Giordani Soika 1939. Ancistrocerus andreinii ingår i släktet murargetingar, och familjen Eumenidae. Inga underarter finns listade i Catalogue of Life.